# Équipe du Ghana de football à la Coupe d'Afrique des nations 2010
Cet article relate le parcours de l'équipe du Ghana lors de la Coupe d'Afrique des nations 2010 organisée en Angola du 10 janvier 2010 au 31 janvier 2010.

## Effectif
Liste des 23 donnée le 31 décembre 2009. Statistiques arrêtées le 19 décembre 2009.
| Numéro / Nom       | Numéro / Nom           | Équipe actuelle             | Sél.            | Date de naissance | J.              |                 |                 |                 |                 |
| Gardiens de but    | Gardiens de but        | Gardiens de but             | Gardiens de but | Gardiens de but   | Gardiens de but | Gardiens de but | Gardiens de but | Gardiens de but | Gardiens de but |
| ------------------ | ---------------------- | --------------------------- | --------------- | ----------------- | --------------- | --------------- | --------------- | --------------- | --------------- |
| 22                 | Richard Kingson        | Wigan Athletic FC           | 53 (1)          | 13 juin 1978      | 5               |                 | 1               |                 |                 |
| 16                 | Daniel Adjei           | Liberty Professionals       | 0 (0)           | 10 novembre 1989  |                 |                 |                 |                 |                 |
| 1                  | Philemon McCarthy      | Hearts of Oak               | 2 (0)           | 2 janvier 1985    |                 |                 |                 |                 |                 |
| Défenseurs         |                        |                             |                 |                   |                 |                 |                 |                 |                 |
| 2                  | Hans Sarpei            | Bayer Leverkusen            | 24 (0)          | 28 juin 1976      | 4               |                 | 1               |                 |                 |
| 7                  | Samuel Inkoom          | FC Bâle                     | 8 (0)           | 22 août 1989      | 5               |                 | 1               |                 |                 |
| 18                 | Eric Addo              | Roda JC                     | 37 (0)          | 12 novembre 1978  | 3               |                 |                 |                 |                 |
| 15                 | Isaac Vorsah           | TSG 1899 Hoffenheim         | 8 (0)           | 21 juin 1988      | 5               |                 |                 |                 |                 |
| 5                  | Jonathan Mensah        | Grenade CF                  | 1 (0)           | 13 juillet 1990   |                 |                 |                 |                 |                 |
| 12                 | Lee Addy               | Bechem Chelsea              | 3 (0)           | 26 septembre 1985 | 4               |                 |                 |                 |                 |
| 21                 | Harrison Afful         | Espérance sportive de Tunis | 17 (0)          | 24 juillet 1986   | 1               |                 |                 |                 |                 |
| Milieux de terrain |                        |                             |                 |                   |                 |                 |                 |                 |                 |
| 17                 | Abdul Rahim Ayew       | Zamalek SC                  | 1 (0)           | 27 septembre 1985 | 4               |                 |                 |                 |                 |
| 8                  | Michael Essien         | Chelsea FC                  | 50 (9)          | 3 décembre 1982   | 1               |                 |                 |                 |                 |
| 6                  | Anthony Annan          | Rosenborg BK                | 27 (1)          | 21 juillet 1986   | 2               |                 | 1               |                 |                 |
| 19                 | Emmanuel Agyemang-Badu | Chievo Vérone               | 6 (0)           | 2 décembre 1992   | 5               |                 | 1               |                 |                 |
| 9                  | Agyeman Prempeh Opoku  | Al Sadd Doha                | 3 (0)           | 7 juin 1989       | 5               |                 | 3               |                 |                 |
| 10                 | Kwadwo Asamoah         | Udinese Calcio              | 7 (1)           | 9 septembre 1988  | 5               |                 |                 |                 |                 |
| 11                 | Moussa Narry           | AJ Auxerre                  | 4 (0)           | 19 avril 1986     | 1               |                 |                 |                 |                 |
| 13                 | André Ayew             | Athlétic Club Arles-Avignon | 12 (0)          | 17 décembre 1989  | 5               | 1               | 1               |                 |                 |
| Attaquants         |                        |                             |                 |                   |                 |                 |                 |                 |                 |
| 14                 | Matthew Amoah          | NAC Breda                   | 34 (13)         | 24 octobre 1980   | 4               |                 | 1               |                 |                 |
| 3                  | Asamoah Gyan           | Stade rennais FC            | 32 (16)         | 22 novembre 1985  | 5               | 3               |                 |                 |                 |
| 20                 | Dominic Adiyiah        | AC Milan                    | 1 (0)           | 10 juillet 1989   | 2               |                 |                 |                 |                 |
| 23                 | Haminu Dramani         | MFK Lokomotiv               | 38 (4)          | 1er avril 1986    | 3               |                 | 1               |                 |                 |
| 4                  | Ransford Osei          | FC Twente                   | 0 (0)           | 5 décembre 1990   |                 |                 |                 |                 |                 |
| Sélectionneur      |                        |                             |                 |                   |                 |                 |                 |                 |                 |
|                    | Milovan Rajevac        |                             |                 | 2 juin 1954       |                 |                 |                 |                 |                 |
| Réserve            |                        |                             |                 |                   |                 |                 |                 |                 |                 |
|                    |                        |                             |                 |                   |                 |                 |                 |                 |                 |
|                    |                        |                             |                 |                   |                 |                 |                 |                 |                 |
|                    |                        |                             |                 |                   |                 |                 |                 |                 |                 |
|                    |                        |                             |                 |                   |                 |                 |                 |                 |                 |
| Blessé             |                        |                             |                 |                   |                 |                 |                 |                 |                 |
|                    | John Paintsil          | Fulham Football Club        | 58 (0)          | 15 juin 1981      |                 |                 |                 |                 |                 |
|                    | John Mensah            | Sunderland AFC              | 62 (0)          | 29 novembre 1982  |                 |                 |                 |                 |                 |

## Qualifications

### 2etour

#### Groupe 5
| Rang | Équipe  | Pts | J | G | N | P | Bp | Bc | Diff |  | Résultats (▼ dom., ► ext.) |     |     |     |     |
| ---- | ------- | --- | - | - | - | - | -- | -- | ---- |  | -------------------------- | --- | --- | --- | --- |
| 1    | Ghana   | 12  | 6 | 4 | 0 | 2 | 11 | 5  | +6   |  | Ghana                      |     | 2-0 | 3-0 | 3-0 |
| 2    | Gabon   | 12  | 6 | 4 | 0 | 2 | 8  | 3  | +5   |  | Gabon                      | 2-0 |     | 1-0 | 2-0 |
| 3    | Libye   | 12  | 6 | 4 | 0 | 2 | 7  | 4  | +3   |  | Libye                      | 1-0 | 1-0 |     | 4-0 |
| 4    | Lesotho | 0   | 6 | 0 | 0 | 6 | 2  | 16 | -14  |  | Lesotho                    | 2-3 | 0-3 | 0-1 |     |

### 3etour

#### Groupe D
| Rang | Équipe | Pts | J | G | N | P | Bp | Bc | Diff |  | Résultats (▼ dom., ► ext.) |     |     |     |     |
| ---- | ------ | --- | - | - | - | - | -- | -- | ---- |  | -------------------------- | --- | --- | --- | --- |
| 1    | Ghana  | 13  | 6 | 4 | 1 | 1 | 9  | 3  | +6   |  | Ghana                      |     | 2-2 | 1-0 | 2-0 |
| 2    | Bénin  | 10  | 6 | 3 | 1 | 2 | 6  | 6  | 0    |  | Mali                       | 0-2 |     | 3-1 | 1-0 |
| 3    | Mali   | 9   | 6 | 2 | 3 | 1 | 8  | 7  | +1   |  | Bénin                      | 1-0 | 1-1 |     | 1-0 |
| 4    | Soudan | 1   | 6 | 0 | 1 | 5 | 2  | 9  | -7   |  | Soudan                     | 0-2 | 1-1 | 1-2 |     |

- Le Ghana est qualifié pour la Coupe du monde 2010 et pour la CAN 2010.
- Le Mali et le Bénin sont qualifiés pour la CAN 2010.

## Matchs

### 1ertour

#### Groupe B
| Rang | Équipe        | Pts | J | G | N | P | Bp | Bc | Diff |  | Résultats (▼ dom., ► ext.) |  |     |     |  |
| ---- | ------------- | --- | - | - | - | - | -- | -- | ---- |  | -------------------------- |  | --- | --- |  |
| 1    | Côte d'Ivoire | 4   | 2 | 1 | 1 | 0 | 3  | 1  | +2   |  | Côte d'Ivoire              |  | 3-1 | 0-0 |  |
| 2    | Ghana         | 3   | 2 | 1 | 0 | 1 | 2  | 3  | -1   |  | Ghana                      |  |     | 1-0 |  |
| 3    | Burkina Faso  | 1   | 2 | 0 | 1 | 1 | 0  | 1  | -1   |  | Burkina Faso               |  |     |     |  |
| 4    | Togo forfait  | 0   | 0 | 0 | 0 | 0 | 0  | 0  | 0    |  | Togo                       |  |     |     |  |

| 15 janvier 2010 | Côte d'Ivoire                                     | 3-1 | Ghana | Estádio Chimandela, Cabinda                   |                                               |
| 19:30 UTC+1     | Gervinho 23e · Eboué 55e · Tiéné 66e · Drogba 90e |     | Gyan  | Spectateurs : 23 000 Arbitrage : Jerome Damon | Spectateurs : 23 000 Arbitrage : Jerome Damon |
| 19:30 UTC+1     | Rapport                                           |     |       | Spectateurs : 23 000 Arbitrage : Jerome Damon | Spectateurs : 23 000 Arbitrage : Jerome Damon |

| 19 janvier 2010 | Burkina Faso | 0-1 | Ghana      | Estádio Chimandela, Cabinda                  |                                              |
| 17:00 UTC+1     | Tall 66e     |     | A.Ayew 30e | Spectateurs : 8 000 Arbitrage : Eddy Maillet | Spectateurs : 8 000 Arbitrage : Eddy Maillet |
| 17:00 UTC+1     | Rapport      |     |            | Spectateurs : 8 000 Arbitrage : Eddy Maillet | Spectateurs : 8 000 Arbitrage : Eddy Maillet |

### Quarts de finale
| Quarts de finale 1          | Angola  | 0-1   | Ghana    | Estádio Cidade Universitária, Luanda             |                                                  |
| 24 janvier 2010 17:00 UTC+1 |         | (0-1) | Gyan 16e | Spectateurs : 50 000 Arbitrage : Mohamed Benouza | Spectateurs : 50 000 Arbitrage : Mohamed Benouza |
| 24 janvier 2010 17:00 UTC+1 | Rapport |       |          | Spectateurs : 50 000 Arbitrage : Mohamed Benouza | Spectateurs : 50 000 Arbitrage : Mohamed Benouza |

### Demi-finale
| Demi-Finale 1               | Ghana    | 1-0 | Nigeria | Estádio Cidade Universitária, Luanda           |                                                |
| 28 janvier 2010 17:00 UTC+1 | Gyan 21e |     |         | Spectateurs : 7 500 Arbitrage : Daniel Bennett | Spectateurs : 7 500 Arbitrage : Daniel Bennett |
| 28 janvier 2010 17:00 UTC+1 | Rapport  |     |         | Spectateurs : 7 500 Arbitrage : Daniel Bennett | Spectateurs : 7 500 Arbitrage : Daniel Bennett |

### Finale
| Équipes | Ghana - Égypte |
| Score   | 0 – 1 (0 – 0) |
| Date    | 31 janvier 2010 à 17h00 |
| Stade   | Estádio Cidade Universitária, Luanda, Angola 50 000 spectateurs |
| Arbitre | Koman Coulibaly |
| But     | Geddo 85e |
| Ghana   | Richard Kingson - Isaac Vorsah, Lee Addy, Samuel Inkoom, Hans Sarpei - Emmanuel Agyemang-Badu, Anthony Annan, Kwadwo Asamoah, André Ayew, Agyeman Prempeh Opoku 47e (89' Eric Addo) - Asamoah Gyan (87' Dominic Adiyiah) · Entraîneur : Milovan Rajevac                |
| Égypte  | Essam al-Hadary - Wael Gomaa, Hani Said, Ahmed al-Muhammadi 51e, Sayed Moawad 48e (57' Mohamed Abdel-Shafy) - Ahmed Fathi (90' Moatasem Salem), Ahmed Hassan , Hosni Abd Rabo, Hossam Ghaly 60e - Mohamed Zidan, Emad Moteab (70' Geddo) · Entraîneur : Hassan Shehata |